# Elvir Koljić
Elvir Koljić (ur. 8 lipca 1995 w Valladolid) – bośniacki piłkarz występujący na pozycji napastnika w rumuńskim klubie Universitatea Krajowa.

## Kariera klubowa
Wychowanek amatorskiego klubu NK Ključ. Jesienią 2013 roku, tuż po ukończeniu 18. roku życia, przeniósł się do słoweńskiego zespołu NK Triglav Kranj i rozpoczął grę w Slovenskiej Mladinskiej Lidze. 26 października 2013 zaliczył jedyny mecz na poziomie 1. SNL przeciwko NK Olimpiji Lublana (1:0). Przed sezonem 2014/15 odszedł do FK Krupa (Prva Liga RS), gdzie pozostał przez jedną rundę. Na początku 2015 roku został graczem FK Borac Banja Luka. 28 lutego 2015 zadebiutował w Premijer Lidze w meczu przeciwko FK Mladost Velika Obarska (2:0) i od tego momentu rozpoczął regularne występy. W styczniu 2016 roku odszedł z zespołu i powrócił do FK Krupa. W rundzie wiosennej sezonu 2015/16 strzelił on 11 goli w 11 spotkaniach, co przyczyniło się do wywalczenia przez jego klub pierwszego w historii awansu do bośniackiej ekstraklasy. W sezonie 2016/17 Premijer Ligi w 26 meczach zdobył on 13 bramek, co dało mu drugie miejsce w klasyfikacji strzelców.
W lutym 2018 roku Koljić został na okres 5 miesięcy wypożyczony do Lecha Poznań prowadzonego przez Nenada Bjelicę. 11 lutego zadebiutował w Ekstraklasie w zremisowanym 0:0 meczu przeciwko Arce Gdynia. 3 tygodnie później podczas spotkania ze Śląskiem Wrocław doznał zerwania więzadła pobocznego, co w efekcie wyeliminowało go z gry na 2 miesiące. Po zakończeniu sezonu 2017/18 władze klubu nie zdecydowały się na jego definitywny transfer. Ogółem w barwach Lecha rozegrał 5 ligowych spotkań, nie zdobył żadnego gola.
Po powrocie do FK Krupa wystąpił w 7 ligowych spotkaniach, w których strzelił 8 bramek. W sierpniu 2018 roku za kwotę 500 tys. euro przeniósł się do drużyny Universitatea Krajowa. 1 września 2018 zadebiutował w Liga I w wygranym 3:0 meczu z FC Dinamo Bukareszt, w którym zdobył gola.

## Kariera reprezentacyjna
W styczniu 2018 roku otrzymał od Roberta Prosinečkiego pierwsze powołanie do reprezentacji Bośni i Hercegowiny na towarzyskie mecze ze Stanami Zjednoczonymi oraz Meksykiem. 28 stycznia zadebiutował w drużynie narodowej w zremisowanym 0:0 spotkaniu przeciwko Stanom Zjednoczonym w Carson.